# Padang Masat
Padang Masat is een bestuurslaag in het regentschap Lahat van de provincie Zuid-Sumatra, Indonesië. Padang Masat telt 382 inwoners (volkstelling 2010).